# (2923) Schuyler
(2923) Schuyler (1977 DA; 1958 GG; 1977 DF3; 1979 SP11; 1981 EY24) ist ein ungefähr neun Kilometer großer Asteroid des inneren Hauptgürtels, der am 22. Februar 1977 von den US-amerikanischen Astronomen Richard Eugene McCrosky, Cheng-yuan Shao, G. Schwartz und J. H. Bulger am Oak-Ridge-Observatorium (damals als Agassiz Station Teil des Harvard-College-Observatorium) (IAU-Code 801) entdeckt wurde.

## Benennung
(2923) Schuyler wurde nach Catherine Schuyler anlässlich ihres Studienabschlusses an der Harvard University in Anerkennung ihrer Unterstützung bei der Verwaltung des Minor Planet Center und des Central Bureau for Astronomical Telegrams über zwei Jahre benannt.